# 14 Ośrodek Szkolenia Specjalistów Radiotechnicznych
14 Ośrodek Szkolenia Specjalistów Radiotechnicznych (14 OSSR) – pododdział Wojsk Radiotechnicznych Sił Zbrojnych PRL.

## Historia

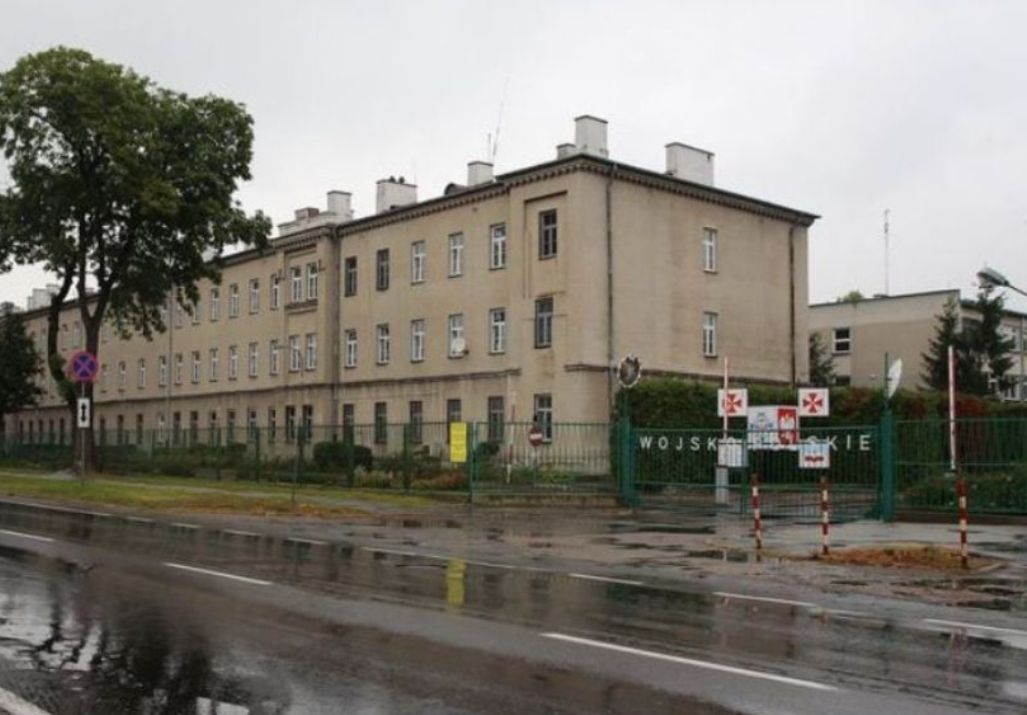
Przasnysz, 2013 r. – w tych koszarach w latach 1955-1958 stacjonował 14 OSSR

W 1949 roku rozpoczęły się prace nad organizacją Wojsk Obrony Przeciwlotniczej Obszaru Kraju i już wówczas pojawił się pomysł utworzenia 14 Ośrodka Szkolenia Specjalistów Radiotechnicznych. Ostatecznie w 1952 roku, w Malborku została sformowana 11 kompania radiotechniczna (Jednostka Wojskowa Nr 5208).
W 1953 roku został sformowany 1 Samodzielny Batalion Radiotechniczny, który funkcjonował do 1955 roku. W tym samym roku w Przasnyszu został sformowany 14 Ośrodek Szkolenia Specjalistów Radiotechnicznych (JW 2277) oraz podporządkowana mu 10 kompania radiotechniczna na podstawie zarządzenia Nr 0200/Org. szefa Sztabu Generalnego WP z dnia 20 września 1955 roku. Jednostka powstała na bazie 1 Samodzielnego Batalionu Radiotechnicznego. Pod koniec 1955 roku jednostki te przeniesiono z Warszawy-Bemowa do garnizonu Przasnysz i zakwaterowano je w kompleksie koszarowym, który charakteryzował się w dużej części budynkami carskimi wybudowanymi w latach 1897–1903.
Jednostka w swojej strukturze miała trzy kompanie szkolne o specjalnościach radiolokacji: operatorzy, planszeciści, radiotelegrafiści. Trzon kadry 14 OSSR wyłonił się w 1954 roku. Stanowiło ją 19 absolwentów z Oficerskiej Szkoły Radiotechnicznej w Beniaminowie.
Dowódcą jednostki został kpt. Jan Sienkiel, zastępcą dowódcy ds. politycznych Stanisław Walczak, zastępcą ds. liniowych kpt. Piotr Gryzło. Szefem sztabu był kpt. Mieczysław Kuźniar. Proces szkoleniowy rozpoczął się 2 stycznia 1956 roku. Głównym zadaniem 14 Ośrodka Szkolenia Specjalistów Radiotechnicznych było wyszkolenie żołnierzy na specjalistów radiotechnicznych, którzy po zakończeniu kursu byli kierowani do oddziałów i poddziałów Wojsk Obserwacyjno-Meldunkowych. Działalność 14 Ośrodka Szkolenia Specjalistów Radiotechnicznych w Przasnyszu została zakończona w grudniu 1957 roku na podstawie rozkazu Ministra Obrony Narodowej nr 070/0rg. z 2 grudnia 1957 roku.
W 1958 roku rozformowane jednostki przeniesiono do Oficerskiej Szkoły Radiotechnicznej w Jeleniej Górze.

## Dowódcy
Dowódcami ośrodka w latach istnienia (1955-1958) byli:
- kpt. Jan Sienkiel (1955-1956)
- kpt. Józef Lemieszek (1956)
- kpt. Mieczysław Renkas (1956-1957)
- mjr Stefan Tkaczyk (1957-1958)

## Wyposażenie
Na wyposażeniu jednostki znajdowały się:
- stacje P–20, P–10, P–15, P–8, SON 4 i P–3a
- zespoły prądotwórcze JAZ, AD, PAD i DiDT.